# Eparchia di Nostra Signora del Paradiso di Città del Messico dei Melchiti
L'eparchia di Nostra Signora del Paradiso di Città del Messico (in latino: Eparchia Dominae Nostrae Paradisi in Civitate Mexicana Graecorum Melkitarum) è una sede della Chiesa cattolica greco-melchita immediatamente soggetta alla Santa Sede. Nel 2021 contava 3.030 battezzati. La sede è vacante.

## Territorio
La giurisdizione eparchiale si estende ai fedeli della Chiesa cattolica greco-melchita di tutto il Messico.
Sede eparchiale è Città del Messico, dove si trova l'unica parrocchia dell'eparchia, denominata de Porta Coeli.

## Storia
L'eparchia è stata eretta il 27 febbraio 1988 con la bolla Apostolorum Principis di papa Giovanni Paolo II.
A seguito dell'improvvisa morte dell'eparca Boutros Raï nel 1994, sono stati nominati per questa sede degli amministratori apostolici: gli archimandriti Antoine Mouhanna e Gabriel Ghanoum, nel 2015, l'eparca di Newton Nicholas James Samra e, nel 2019, l'esarca apostolico del Venezuela Joseph Khawam.
Nel novembre 2008 si è svolto in Messico il VI congresso dei vescovi greco-melchiti dell'emigrazione.

## Cronotassi dei vescovi
Si omettono i periodi di sede vacante non superiori ai 2 anni o non storicamente accertati.
- Boutros Raï, B.A. † (27 febbraio 1988 - 7 giugno 1994 deceduto)
  - Sede vacante (dal 1994)
  - Antoine Mouhanna (11 luglio 1994 - 2006) (amministratore apostolico)
  - Gabriel N. Ghanoum, B.S. (2006 - 16 gennaio 2015) (amministratore apostolico)
  - Nicholas James Samra (16 gennaio 2015 - 20 dicembre 2019) (amministratore apostolico)
  - Joseph Khawam, B.A., dal 20 dicembre 2019 (amministratore apostolico)

## Statistiche
L'eparchia nel 2021 contava 3.030 battezzati.
| anno | popolazione | popolazione | popolazione | presbiteri | presbiteri | presbiteri | presbiteri                | diaconi | religiosi | religiosi | parrocchie |
| anno | battezzati  | totale      | %           | numero     | secolari   | regolari   | battezzati per presbitero | diaconi | uomini    | donne     | parrocchie |
| ---- | ----------- | ----------- | ----------- | ---------- | ---------- | ---------- | ------------------------- | ------- | --------- | --------- | ---------- |
| 1990 | 2.000       | ?           | ?           | 1          | 1          |            | 2.000                     |         |           |           | 1          |
| 1997 | 2.500       | ?           | ?           | 1          | 1          |            | 2.500                     |         |           |           | 1          |
| 2000 | 2.500       | ?           | ?           | 2          | 1          | 1          | 1.250                     |         | 1         |           | 1          |
| 2001 | 2.500       | ?           | ?           | 2          | 1          | 1          | 1.250                     |         | 1         |           | 1          |
| 2002 | 4.500       | ?           | ?           | 3          | 1          | 2          | 1.500                     |         | 2         |           | 1          |
| 2004 | 4.600       | ?           | ?           | 4          | 1          | 3          | 1.150                     |         | 3         |           | 1          |
| 2005 | 4.700       | ?           | ?           | 5          | 2          | 3          | 940                       |         | 3         |           | 1          |
| 2016 | 4.746       | ?           | ?           | 5          | 2          | 3          | 949                       |         | 3         |           | 1          |
| 2019 | 3.000       | ?           | ?           | 2          | 1          | 1          | 1.500                     |         | 2         |           | 1          |
| 2021 | 3.030       | ?           | ?           | 2          | 1          | 1          | 1.515                     |         | 2         |           | 1          |